# Cơ chế phát triển sạch
Cơ chế phát triển sạch (CDM -Clean Development Mechanism) là cơ chế hợp tác được thiết lập trong khuôn khổ nghị định thư Kyoto (Nhật Bản) tháng 12 năm 1997, Nghị định thư đã thiết lập một khuôn khổ pháp lý mang tính toàn cầu cho các bước khởi đầu nhằm kiềm chế và kiểm soát xu hướng gia tăng phát thải khí nhà kính đưa ra các mục tiêu giảm phát thải chính và thời gian thực hiện cho các nước phát triển, theo đó các nước phát triển (các nước công nghiệp) hỗ trợ, khuyến khích các nước đang phát triển thực hiện các dự án thân thiện với môi trường, nhằm phát triển bền vững.

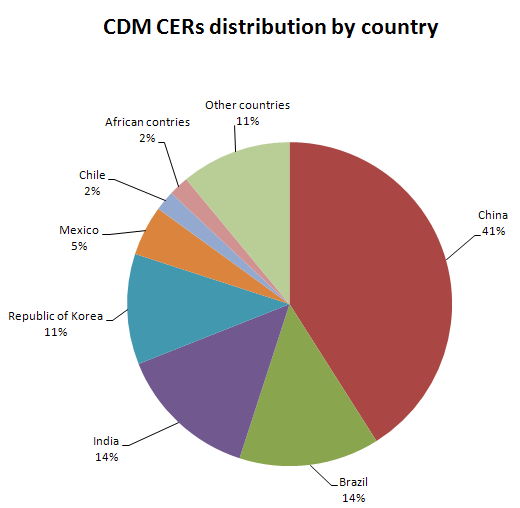
Bảng phân loại giảm chất thải CDM theo quốc gia.

## 15 phạm vi dự án CDM
- Ngành năng lượng (nguyên liệu tái chế/không thể tái chế)
- Phân bổ năng lượng
- Nhu cầu năng lượng
- Ngành chế tạo
- Ngành hoá học
- Ngành xây dựng
- Ngành vận tải
- Khai khoáng và sản xuất khoáng
- Sản xuất kim loại
- Phát thải từ nhiên liệu (chất rắn, dầu, khí ga)
- Chất thải từ sản xuất và tiêu thụ halocarbon và sulphur hexaflouride
- Dung môi đã qua sử dụng
- Xử lý nước và chất thải
- Trồng rừng và khôi phục rừng
- Nông nghiệp

## Ở Việt Nam
Cơ chế phát triển sạch đã và đang được đưa vào các dự án nhằm giảm phát thải khí nhà kính. Bộ Tài nguyên và Môi trường Việt Nam (DNA) là Cơ quan chủ quản, chịu trách nhiệm về xét duyệt các tiêu chuẩn dự án CDM ở Việt Nam.